# Liste der Naturdenkmale in Niederweiler (Eifel)
Die Liste der Naturdenkmale in Niederweiler nennt die im Gemeindegebiet von Niederweiler ausgewiesenen Naturdenkmale (Stand 13. April 2024).

## Ehemalige Naturdenkmale
| Nr. | Bezeichnung                            | Lage                                           | Beschreibung                                  | Bild                                    |
| --- | -------------------------------------- | ---------------------------------------------- | --------------------------------------------- | --------------------------------------- |
|     | Esche beim Forstgut Merkeshausen       | nordwestlich des Ortes; Flur Auf der Prüm Lage | Fraxinus sp.; Rechtsverordnung aufgehoben     | Direkt Bild zu diesem Denkmal hochladen |
|     | Silberahorn beim Forstgut Merkeshausen | nordwestlich des Ortes; Flur Auf der Prüm Lage | Acer saccharinum; Rechtsverordnung aufgehoben | Direkt Bild zu diesem Denkmal hochladen |